# Schie

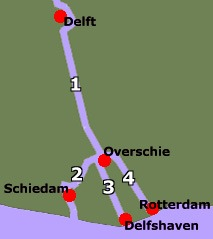
1. Delftse Schie, 2. Schiedamse Schie, 3. Delfshavense Schie, 4. Rotterdamse Schie (Teils zugeschüttet)

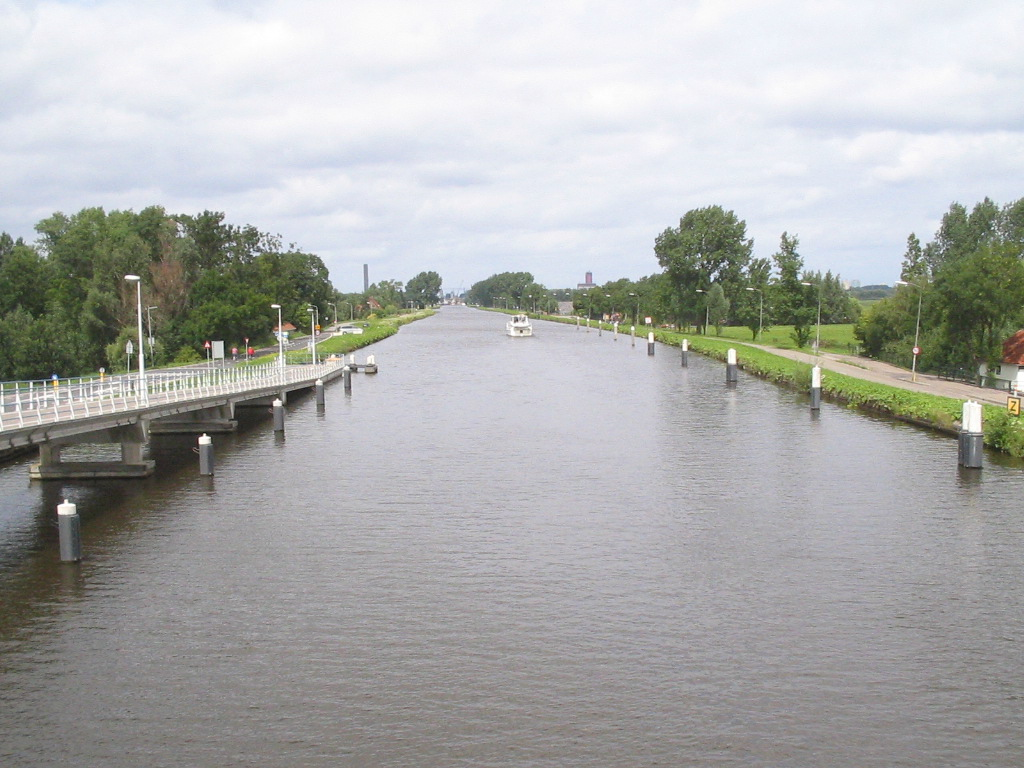
Delftse Schie bei Zweth

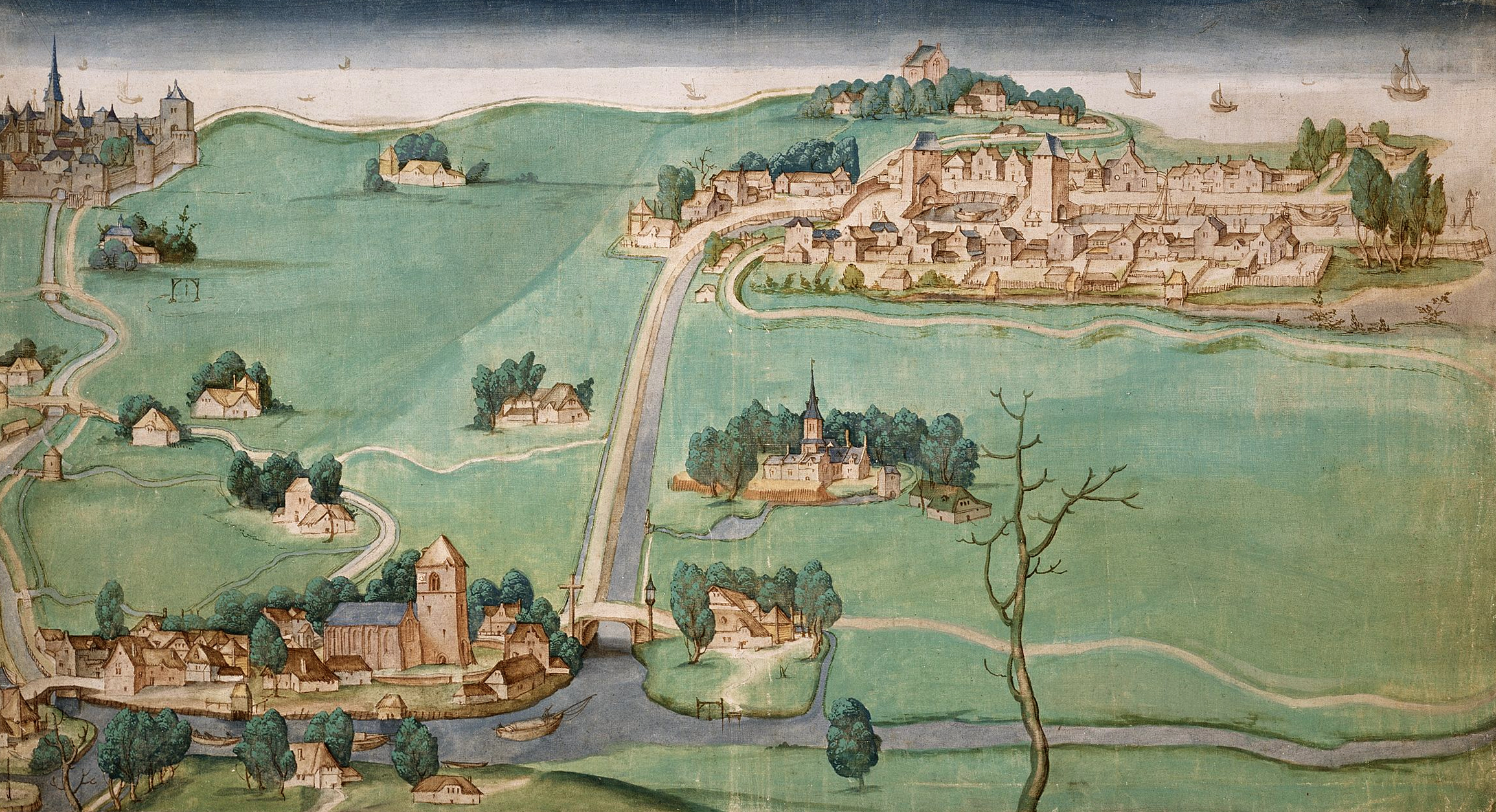
Delfshaven, Overschie und Schiebroeck, Darstellung von 1512

Schie ist die Bezeichnung von vier Wasserläufen in der Umgebung des Nederlandse Overschie. Das sind die Delfthavense Schie, die Delftse Schie, die Rotterdamse Schie und die Schiedamse Schie. Alle diese Namen sind durch die mittelalterlichen Streitigkeiten um die Zollrechte der Städte Rotterdam, Delft und Schiedam entstanden.

## Ursprung
Ursprünglich war die Schie ein kleines, morastiges Gewässer das bei dem heutigen Overschie in die ehemalige Merwede (jetzt Nieuwe Maas) mündete. In dem an diesem Flüsschen gegründeten Ort Delf wurde der Wasserlauf Schie genannt. Daraus lässt sich schließen, dass er zum Teil künstlich angelegt war. Wahrscheinlich fanden diese Arbeiten in römischer Zeit statt, als auch der nahegelegene Kanal von Corbulo gegraben wurde. Archäologische Ausgrabungen legen nahe, dass die nördlich von Delft gelegene Fortsetzung der Schie, die Delftse Vliet, teilweise mit dem historischen Kanal übereinstimmt.

## Mittelalter
Um 1150 wurde entlang der Merwede der Schielands Hoge Zeedijk angelegt. Durch die Einpolderung schob sich die Mündung der Schie nach Süden. Der Fluss wurde an der Mündung abgedammt und die dort entstehende Ortschaft erhielt den Namen Schiedam. Im Laufe der Zeit wurde Schiedam eine bedeutende Stadt, da sie die Zollrechte für den Schiffsverkehr über die Schie nach Delft und darüber hinaus besaß.
1280 wurde für die Entwässerung der östlichen Gemeinden des Wasserverbandes (Hoogheemradschap) Delfland die Poldervaart angelegt. Diese war die direkte Verbindung zur ehemaligen Merwede um Schiedam herum.
Politische Rivalitäten zwischen verschiedenen Lehnsherren und den rivalisierenden Städten Delft, Rotterdam und Schiedam führten dazu, dass 1343 zwischen Overschie und Rotterdam ein Kanal gebaut wurde. Dadurch wurde die Macht Schiedams über den Schiffsverkehr gebrochen. Die Schie teilte sich bei Overschie nun in die Rotterdamse Schie und die ursprüngliche Schiedamse Schie.
Im Jahr 1389 bekam die Stadt Delft von Herzog Albrecht I. (Bayern), Graf von Holland und Zeeland, die Genehmigung für einen eigenen Kanal zur Merwede. Für den ersten Teil des Kanals wurde die Delf verbreitert. Von da an wurde das Gewässer immer öfter mit Delftse Schie bezeichnet. Der zweite Teil des Kanals wurde zwischen Overschie und der Merwede angelegt, und Delft bekam an seiner Mündung einen eigenen Hafen:Delfshaven. Der Wasserlauf wurde Delfhavense Schie genannt.

## Gegenwart
Seit 1893 ist die Delftse Schie Bestandteil eines noch größeren Projekts, dem Rhein-Schie-Kanal, der bis nach Leiden verläuft und zu dem zum Teil auch die Vliet gehört. Da die Schie einige Meter höher als das Weideland liegt, lief 1903, bei einem Deichbruch in der Nähe von Kandelaar, der ganze Kanal leer.
Von der Rotterdamse Schie ist nicht mehr viel übrig, nach der Bombardierung von Rotterdam 1940 und 1942 wurde sie mit Schutt verfüllt. 